# غوردون هنتر (لاعب كرة قدم)
غوردون هنتر (بالإنجليزية: Gordon Hunter)‏ (3 مايو 1967 في المملكة المتحدة - ) هو لاعب كرة قدم بريطاني في مركز الدفاع. لعب مع نادي دندي ونادي هيبرنيان وهاميلتون أكاديميكال وكانبرا كوزموز ‏ ونادي ستيرلينغ ألبيون ونادي كاودينبيث لكرة القدم.

## وصلات خارجية
- غوردون هنتر على موقع قاعدة بيانات كرة القدم.إي يو (الإنجليزية)
- غوردون هنتر على موقع Soccerbase.com (لاعب) (الإنجليزية)